# Spirocamallanus amarali
Spirocamallanus amarali är en rundmaskart som först beskrevs av Vaz och Pereira 1934.  Spirocamallanus amarali ingår i släktet Spirocamallanus och familjen Camallanidae. Inga underarter finns listade i Catalogue of Life.